# Compressor (geluid)

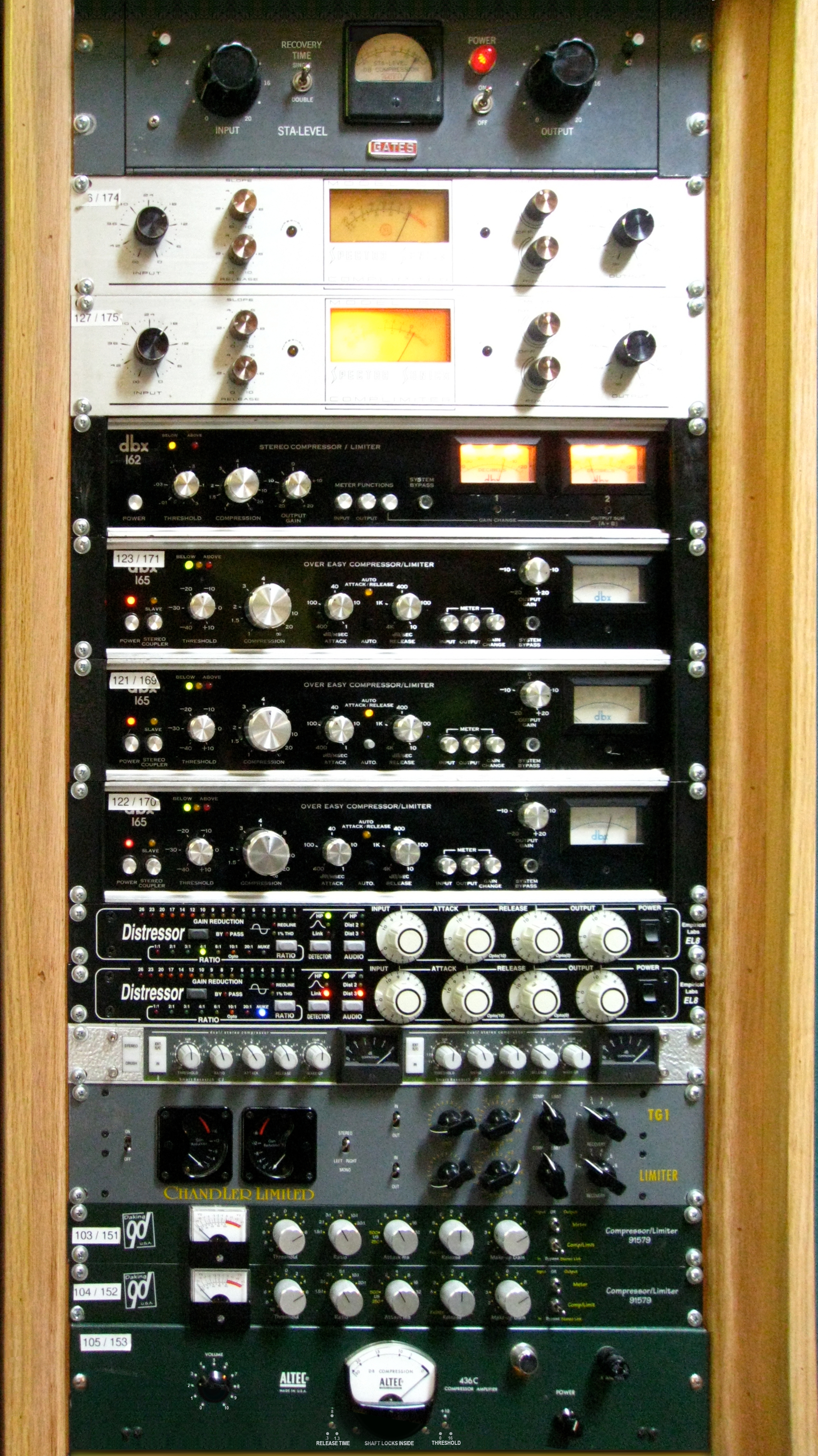
Rack met compressors

Een compressor is een geluidstechnisch apparaat dat de dynamiek van het geluidssignaal vermindert. In feite is een compressor een automatische volumeknop die ingrijpt zodra het niveau van het ingangssignaal een bepaalde drempelwaarde overtreft. Dit wordt compressie genoemd, omdat de niveauverschillen kleiner of zelfs nagenoeg opgeheven worden.
In het algemeen is dit bij muziekproductie wenselijk, daar sporen met compressie zich beter laten mixen. Hoewel een compressor aanvankelijk ontwikkeld is om het mixproces te vereenvoudigen, gebruikt men het ook dikwijls als effect om aan signalen een klankkarakter te geven dat te omschrijven is als krachtiger, agressiever, breder, etc.
Door compressie gaat de natuurlijke dynamiek van het signaal deels verloren. Hier wordt verschillend mee omgegaan. Bij de registratie en mixage van klassieke muziek wordt nauwelijks compressie toegepast. Daarentegen hanteert men hevige compressie bij veel radiostations, commerciële muziek en reclameboodschappen teneinde een zo luid mogelijk volume te creëren. Het niveau van het uitgangssignaal fluctueert hierbij nauwelijks en kan dan constant hoog gehouden worden.

## Werking
Een typische compressor bevat een spanningsgestuurde versterker die het ingangssignaal voortdurend analyseert. Deze stuurt een controlesignaal naar de verzwakker, die invloed heeft op het uitgangssignaal. Meestal zijn de volgende instelmogelijkheden aanwezig:
- Threshold (in dB), bepaalt een drempelwaarde. Overtreft het volume van het ingangssignaal de drempelwaarde dan wordt het signaal verzwakt.
- Ratio, bepaalt de hoeveelheid compressie. Doorgaans wordt dit uitgedrukt in een verhouding. De ratio bepaalt hoeveel dB het ingangssignaal ten opzichte van de drempelwaarde moet stijgen wil het uitgangssignaal 1 dB stijgen. Bij een ratio van 1:1 vindt geen verzwakking plaats. Gebruikelijke waarden liggen tussen 2:1 en 8:1. Bij ∞:1 zal het volume van het signaal in theorie de drempelwaarde nooit overschrijden. In dit geval spreekt men van een limiter.
- Attack, bepaalt hoe snel compressie wordt toegepast als het ingangssignaal de drempelwaarde overschrijdt. Meestal wordt dit uitgedrukt in milliseconden.
- Release (soms ook Decay), bepaalt hoe snel het oorspronkelijke volume hervat wordt nadat het ingangsvolume weer onder de drempelwaarde is gekomen.
- Knee, bepaalt of de overgang van onder naar boven de drempelwaarde abrupt (hard) of geleidelijk (soft) verloopt.
- Make-up gain (in dB). Uiteindelijk zorgt compressie ervoor dat het signaal gemiddeld zachter wordt. Met de make-up gain wordt het signaal na de compressie versterkt.

De manier waarop een compressor wordt ingesteld hangt af van het ingangssignaal, maar ook van de (esthetische) doeleinden.

## Toepassingen

### Muziekregistratie
- Bij het mixen van muziek (zowel live als in de studio) wordt bijna altijd compressie toegepast om het volume van ieder spoor constanter te maken. Hierdoor krijgt de engineer meer controle over de sporen, wat het mixproces gemakkelijker maakt.
- Een compressor kan ook gebruikt worden om bepaalde instrumenten 'krachtiger' of helderder te laten klinken.
- Bij mastering wordt, als een van de laatste stappen, een limiter gebruikt die de korte pieken onhoorbaar reduceert. Het integrale volume kan hierdoor worden verhoogd.

### Radio en televisie
- Tv- en radiostations moeten ervoor zorgen dat hun signaal niet de maximaal toegestane luidheid overschrijdt. Om de aandacht van de luisteraar te trekken, zorgen veel stations ervoor dat het signaal zo dicht mogelijk bij de toegestane luidheid ligt. Extreme compressie wordt hierbij toegepast, zodat het geluid overal zo hard mogelijk is. Dynamiek wordt dus opgeofferd. Spraak wordt echter verstaanbaarder.
- Een compressor kan ook zodanig worden aangepast dat het het niveau van een ander signaal aanpast. Een dj maakt hier bijvoorbeeld gebruik van door een compressor het niveau van zijn spraak te laten analyseren en het niveau van de muziek terug te brengen. Op deze manier wordt het niveau van de muziek onderdrukt wanneer hij/zij spreekt. Deze toepassing heet ducking.
- Een multi-band compressor past compressie toe verdeeld  over meerdere frequentiebanden. Hiermee wordt tevens luidheid en klankcorrectie gegenereerd. Aangezien dit niet alleen compressie is spreekt men vaak over audioprocessing. Dit wordt vaak toegepast bij reclamespots en als eindprocessing bij radio- en tv-stations.

## Verdere functies op een compressor
- Vaak heeft een compressor naast de daadwerkelijke compressiefunctionaliteit ook een mogelijkheid tot limiting. Een limiter is in feite een compressor met een vrij hoge ratioinstelling (meer dan 10:1), en over het algemeen snelle attack/release waardes. Limiters zijn vooral handig op de laatste mixes, om pieken van een mix af te kappen, en het gemiddelde volume te verhogen zonder dat de track clipt. De functies van een limiter zijn threshold, peak (ook wel ceiling genoemd) en release. Ook bij een limiter bepaalt de threshold wanneer het effect geactiveerd wordt. Met een threshold van -10 dB bijvoorbeeld, werkt de limiter met elke piek boven deze drempel en laat de rest onaangetast.
- Een gate is vergelijkbaar met de automatische volumeregeling van compressie en limiting. Hiermee worden alleen de luidste delen van een opgenomen dynamisch geluid gebruikt zoals bijvoorbeeld bij zang of bij een spraakopname. Dit heeft als voordeel dat achtergrondgeluiden worden weggefilterd. Ook een gate maakt gebruik van een thresholdregeling en attack-/releasewaardes. Sommige, maar niet alle gates hebben een "trigger" frequentiebereik die bepaalt in welke delen van het frequentiespectrum de gate hoort te werken.